# نار الشوق (فلم)
نار الشوق هو فيلم مصري عرض عام 1970، بطولة صباح ورشدي أباظة وحسين فهمي وهويدا، ومن إخراج محمد سالم.
https://elcinema.com/person/1062691

## قصة الفيلم
توافق (صباح) المطربة المشهورة على سفر ابنتها هويدا للعمل بالقاهرة بأحد الملاهي الليلية حتى تصل إلى عالم الشهرة. في القاهرة تتعرف هويدا على شريف، مهندس الديكور الذي تفتن به وتحبه، يخبر شريف والده حسن برغبته في الزواج من هويدا، يستنكر الأب تصرف ابنه، فهو قد وقف من قبل ضد زواج أخيه علي من والدة هويدا وما زال يعيش ذكريات حبه لها، يحكي شريف لعمه على مأساته، مما يثير استياء الأب، ويشجع الابن على الاستمرار في حبه، بل يساعدهما على التلاقي وسط أجواء ملبدة، نتيجة غضب حسن والد شريف، إلا أنه سرعان ما تتم مواجهة الأزمات من طرف الشباب المحب، فيرضخ حسن في النهاية ويعطي لابنه الضوء الأخضر للارتباط بهويدا، وتعود صباح إلى حبيبها علي.

## طاقم التمثيل
- صباح: (صباح)
- رشدي أباظة: (علي)
- حسين فهمي: (شريف)
- هويدا: (هويدا)
- وديع الصافي: (وديع الصافي)
- حمدي غيث: (حسن)
- عبد المنعم إبراهيم: (برقوق)
- سمير غانم: (أحمد عمر)
- حسن مصطفى: (بنداري)
- علية عبد المنعم
- فيفي يوسف
- سهير زكي: (راقصة)
- ناهد صبري: (راقصة)
- سهير مجدي: (راقصة)
- لينا شوقي: (راقصة)
- علي دياب
- محمود مبسوط
- محيي الدين عبد الجواد

## فريق العمل
- إخراج: محمد سالم
- قصة: محمد سالم
- سيناريو وحوار: عبد السلام موسى، نبيل غلام
- مدير التصوير: وحيد فريد
- مونتاج: محيي عبد الجواد
- إشراف على المونتاج: سعيد الشيخ
- موسيقى تصويرية: بليغ حمدي
- إنتاج: المؤسسة المصرية العامة للسينما (عبد السلام موسى)
- توزيع: المؤسسة المصرية العامة للسينما
- تأليف الأغاني: حسين السيد، محمد حمزة
- ألحان الأغاني: بليغ حمدي، محمد الموجي
- التوزيع الموسيقي: محمد عبد العظيم، حسين جنيد